# Idrija
Idrija (njemački: Idria, talijanski: Idria) je grad i središte istoimene općine u zapadnoj Sloveniji. Grad Idrija već stoljećima svoje postojanje duguje rudnicima žive, nekad najbogatijim na svijetu, koji su danas pred zatvaranjem zbog finacijske neisplativosti. Kako su upravo u Idriji Europljani ponovno otkrili živu 1490. godine, te su sačuvani dijelovi nekada najvećeg kompleksa za vađenje žive na svijetu, Idrija je 2012. godine upisana na UNESCO-ov popis mjesta svjetske baštine u Europi pod nazivom "Baština žive", sa španjolskim rudarskim gradom Almadénom.

## Zemljopis
Idrija se nalazi na zapadu Slovenije u pokrajini Primorskoj i statističkoj regiji Goriškoj. Grad se smjestio na gornjem toku rijeke Idrijce, podno planine Javornik, na nadmorskoj visina od 335 m. 

## Povijest
Idrija danas vjerojatno ne bi postojala da u 15. stoljeću na ovom području nije otkriven vrlo bogat izvor žive. Legenda kako ju je otkrio seljak Škafar ulijevajući vodu iz bunara u kantu, vidjevši neki sjaj u vodi. Pokušavši ponijeti kantu otkrio je da je tako teška da je nije mogao ni maknuti. Otišao je u Škofja Loku i tamo su otkrili kako je riječ o živi.
U Idriji se počela iskapati ruda žive u posljednjem desetljeću 15. stoljeća a do 1508. godine pronađene su velike žile rudače, najveće na svijetu. Naglim bogaćenjem mjesta došlo je do izgradnje Crkve sv. Trojstva (sagrađena u 16. st.), a 1527. godine i Idrijskog dvorca Gewerkenegga koji nikada nije služio za obranu, nego kao dom vlade. God. 1575., rudnik u je cjelini došao pod upravu austrijske vlade, koja ga je posjedovala sve do 1918. god. U to vrijeme je rudarenje žive modernizirano, a izgrađene su i visoke peći za ispaljivanje rude i pumpe za crpljenje vode iz rudnika. Rudnike su koncem 17. i početkom 18. stoljeća, za vrijeme Napoleona, kratko okupirali Francuzi.
U drugoj polovici 18. stoljeća Idrija je imala najbolje organiziranu zdravstvenu uslugu u današnjoj Sloveniji. Tada su rudari mogli kopati živu više od tri godine. U Idriji je, između ostalih, radio i Giovanni Antonio Scopoli (1732. – 1788.), koji je napisao prvu knjigu o Kranjskoj flori, Flora Carniolica, ali i Hacquet Balthasar (1739. – 1815.), čija je knjiga Oryctographia Carniolica temelj slovenske geologije i mineralogije.
Grad se poslije francuske okupacije polako stabilizirao i doživio je najbolje godine neposredno prije Prvog svjetskog rata. Tijekom rata rudnici su stagnirali, a nakon rata dolazi pod talijansku vlast, tijekom kojeg razdoblja propada. Nakon Drugog svjetskog rata, ugovorom iz 1947. godine, Idrija je postala dio Jugoslavije, i započela je posljednja modernizacija rudnika brojnim strojevima i rotacijskim pećima. Rudnik se počeo zatvarati 80-tih godina 20. stoljeća, kada je vrijednost žive pala na burzi, zbog čega je uslijediloa masovno napuštanje industrije žive.

## Znamenitosti
Tek je nekoliko mjesta u Sloveniji koja u bližoj okolici imaju toliko zanimljivih mjesta kulturne ili povijesne baštine i prirodne atrakcije, te tehnološkog naslijeđa, kao što je Idrija. Neka su tek zanimljivima svjedočanstva, danas samo ostaci, kao što je šumska željeznička pruga Idrija Lauf u indrijskim grabljema, kojosim kulturnog je primjer očuvanja i održavanja, među najzanimljivije Idrije i prekrasnom gradu Slovenije.
Samim mjestom dominira veličanstveni "dvorac" Gewerkenegg, koji nije pravi dvorac po pravilima gradoslovja (kastelologije) jer nikada nije bio središte feudalnog posjeda i nije građen za obranu. Izgrađen je 1527. godine kao upravna zgrada rudnika i skladišta za živu (i hranu i kada je zima onemogućavala normalan pristup Idriji). Tijekom obnove, koja još uvijek traje, otkriveno je dvorište s arkadama i slikovita ukrasna arhitektura. Danas je zgrada muzeja Idrije (osobito zanimljivog po svojoj zbirci rudarstva i čipke) i glazbena škola.
U Idriji se nalazi i najstarije kazalište u Sloveniji, izgrađeno 1769. godine, koje je 80-ih i 90ih bila kino dvorana, ali je sada zatvoreno.
Tehnički muzej se nalazi u bivšoj jami Franjo (Frančiške) gdje su dvije dvorane s rastavljenim starim rudarskim strojevima. U blizini se nalazi obnovljena rudarska kuća iz druge polovice 18. stoljeća. 
Rudarski muzej Antonijev rov je smješten u napuštenom rudniku čiji je glavni ulaz zapravo kuća u kojoj je rođen Stanko Bloudek, slovenski zrakoplovi dizajner, sportaš, i dizajner sportskih predmeta. 
Kamšt je sada najveći drveni kotač u Europi i jedno od najvećih tehničkih čuda Slovenije. Ime mu vjerojatno potječe od njemačke riječi Kunst ("umjetnost, umijeće"). Bio je dio sustava od nekoliko kotača i pumpi kojima se vadile opasne vode iz rudnika prije oko 200 godina. Promjerom od 13 metara, s horizontalnom šipkom dugom 67 metara uvid i 340 metara duboko u spilju na čijem dnu se nalazi pumpa za vodu. Nakon što je 1948. godine poplava odnijela branu na Idrijci (od koje je voda usmjeravana kroz kanale, tz. "rake" do vodenog kotača), Kamšt je zauvijek zamro i nakon obnove se može rotirati samo ručno.
Klavže (tzv. "slovenske piramide") su posebne brane koje su izgrađene na rijeci Idrijci kako bi se iz šuma na brdima skupljalo drvo koje je bilo potrošna roba u rudarstvu. Najstarija je klavža na Idrijci, izgrađena u 1774. godine po nacrtima Jožefa Marka kod rudnika jamomerca, imala je promjer 41,4 metara od brijega do brijega i debljinu od 10,8 metara. Tu se nakupljalo do 210.000 m² vode. U blizini se nalaze i Belčne klavže (na potoku Belca) i Putrihove klavže, te klavže na Ovčjakarici (Klavžarica) u dolini Kanomljica. Najmlađe klavže su sagrađene za francuske okupacije 1813. godine. Kada se poboljšao cestovni prijevoz u ranim godinama 20. stoljeća, klavže su napuštene. Danas su sve klavže obnovljene, a Kanomeljske klavže su ponovno u uporabi ali voda kojju akumuliraju se sada koristi za pokretanje turbine za malu hidroelektranu u dolini Klavžarica Kanomljica.
Upravo zbog ovih znamenitih ostataka rudarskih kompleksa, nekada najvećeg rudnika žive na svijetu, Idrija je postala UNESCO-ova svjetska baština.
- Središnji gradski trg
- Rudarska kuća (Rudarska hiša)
- Kamšt
- Idrijske rake
- Klavža na Idrijci

## Šport
Od 2017. održava se malonogometni turnir Idrija Open.

## Vanjske poveznice
- Službena stranica općine  Arhivirana inačica izvorne stranice od 27. siječnja 2021. (Wayback Machine)
- Satelitska snimka grada  Arhivirana inačica izvorne stranice od 29. srpnja 2017. (Wayback Machine)

|  | Zajednički poslužitelj ima još gradiva o temi Idrija |